# Muralla d'Àvila
La muralla d'Àvila és un tancament militar romànic que envolta el nucli antic de la ciutat d'Àvila, capital de la província homònima, a la comunitat autònoma de Castella i Lleó.
En l'actualitat, el nucli antic, la muralla i les esglésies situades extramurs han estat declarades Patrimoni de la Humanitat. Les muralles són el símbol universal i monument més destacat que acull la ciutat d'Àvila. La seva importància es deriva per ser el recinte emmurallat medieval millor conservat d'Espanya i probablement de tot Europa.
Les muralles són un factor actiu molt important en la conformació de l'urbanisme de la ciutat i històricament han participat en la distribució de l'espai urbà entre els diversos grups socials que han habitat Àvila. La muralla representava la separació entre l'«espai salvatge» i el «civilitzat». Al camp, la terra plana, vivien els camperols, que era la classe social més baixa, que mantenien a la ciutat. Sobre la pagesia requeia el 80 % dels costos de les infraestructures urbanes, inclosa la muralla, el manteniment de la qual rebia el nom de «reparo de los muros», 'reparació dels murs'. Segons la tradició la direcció de la construcció de la muralla va recaure en els dos mestres de geometria, el romà Casandro i el francès Florí de Pituenga. L'estudi de l'estructura defensiva assenyala que es tracta d'una construcció afí, en la seva morfologia i poliorcètica, a les muralles de l'àmbit andalusí.
El caràcter militar de la muralla és eminentment defensiu i es va mantenir encara amb les reformes realitzades al segle segle xiv que la van reforçar.
És propietat de l'Estat espanyol i està gestionada per l'Ajuntament d'Àvila. Alguns trams, els que coincideixen amb alguns edificis com ara palaus i esglésies (entre elles la catedral), són privats.

## Història

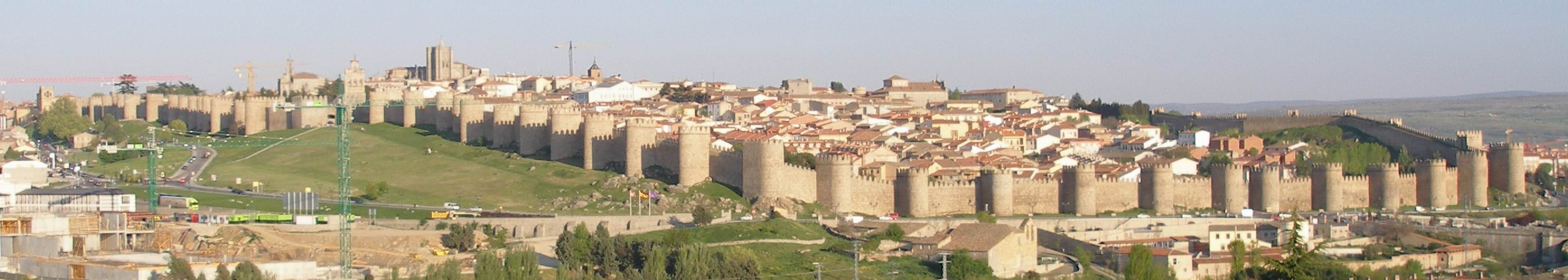
Vista general de la muralla

Es va iniciar la seva construcció a la fi del segle segle xi a instàncies del rei Alfons VI de Castella, el qual va encarregar al comte Ramon de Borgonya, marit de la seva filla la infanta Doña Urraca, repoblar els territoris anomenats «de ningú» i fortificar les ciutats d'Àvila, Segòvia, i Salamanca. Casandro Romano i Florí de Pituenga es van ocupar de la direcció de les obres que, segons la historiografia tradicional, van durar nou anys, de 1090 a 1099. En 1596, el rei Felip II d'Espanya va realitzar obres de restauració en la muralla.

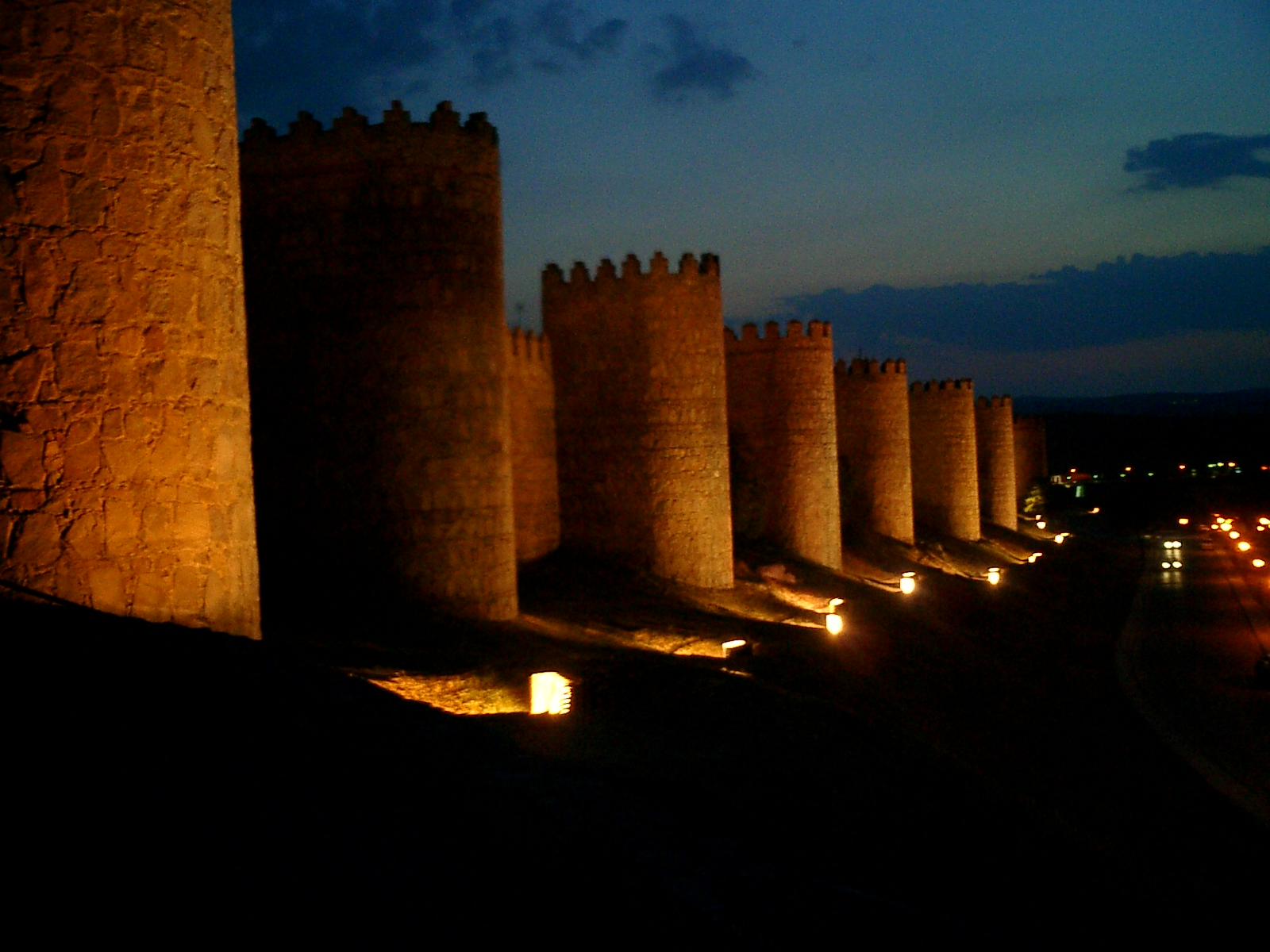
Vista nocturna

Tan escassa durada de les obres no resulta, no obstant això, creïble i nombrosos investigadors han postulat diverses teories sobre una edificació anterior, probablement el traçat d'un campament militar romà, amb el qual coincideix en forma i proporcions. En qualsevol cas, la muralla romana original tindria un perímetre inferior a l'actual, atès que la capital del centre i nord-oest peninsular era Lleó, amb una muralla de 1780 m, i en conseqüència la d'Àvila no seria major. En suport d'aquesta tesi se citen les nombroses peces reutilitzades que procedeixen d'un cementiri romà, en el llenç —part exterior que comprèn el volum de la muralla— del costat est: làpides, cistes i cupae, així com altres troballes de les últimes excavacions. Rodríguez Almeida ja va demostrar, entre altres evidències, l'existència de dues torres originals de la primitiva muralla romana, encastades en el cos de la muralla actual, aixecades pels repobladors medievals en la porta de Sant Vicent.

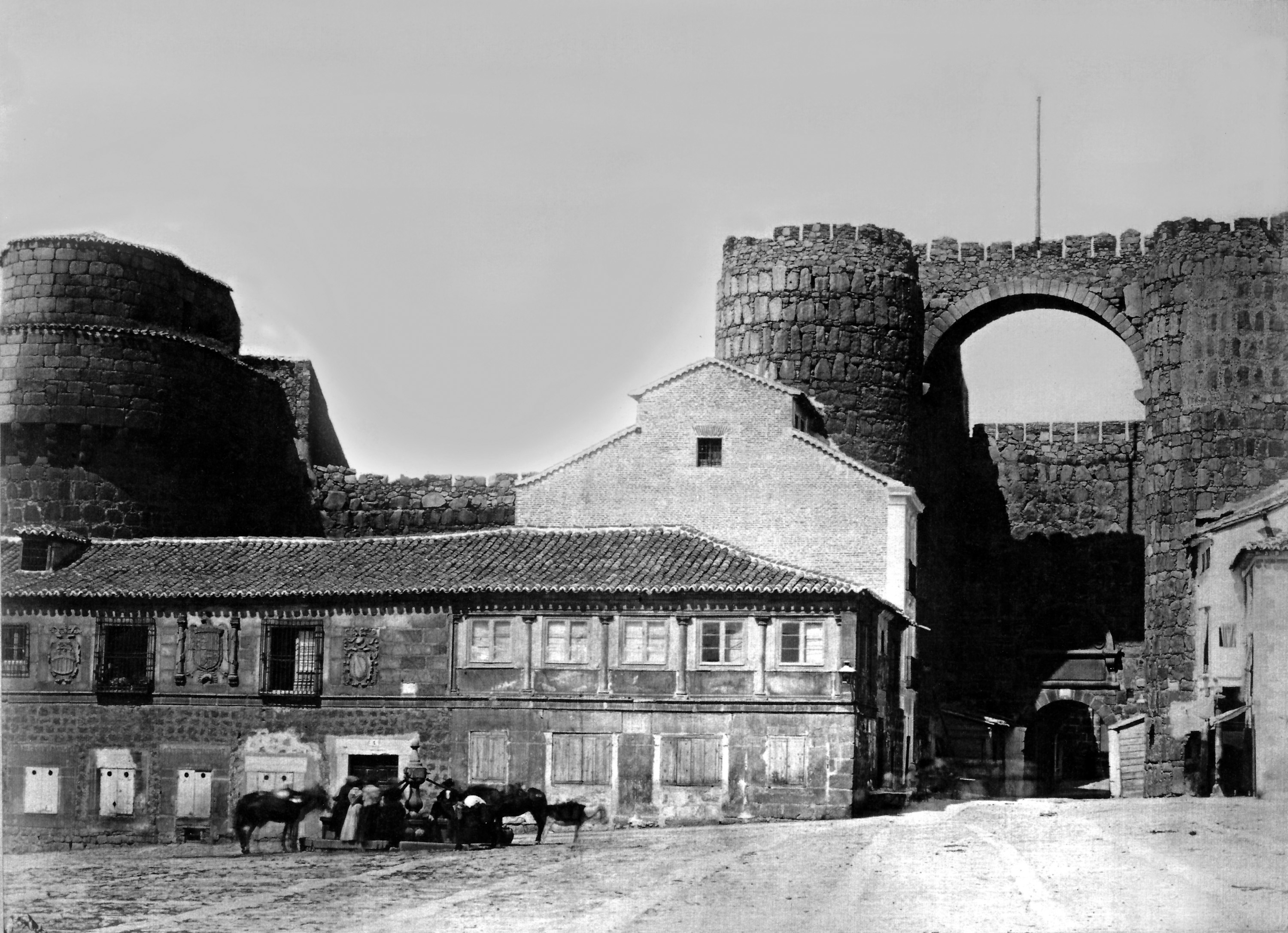
Porta de l'Alcázar en 1864, abans de la restauració de Repullés

Al segle segle xiv es van dur a terme reformes encaminades a augmentar l'eficàcia defensiva dels murs. Es van arreglar les portes i es van aixecar els llenços d'alguns llocs fins a l'altura de les torres (aconseguint els 15 metres). També es va construir (en la part del carrer de San Segundo) una segona barrera de menor grandària que feia de barbacana en la qual es van disposar troneres per a armes de foc.
En 1591 es van construir les noves carnisseries entre cubs de la part sud, al costat del cimorro de la catedral. Uns anys abans, en 1548 es va ordenar tancar el Portillo del Obispo per diversos xivarris ocorreguts però poc després es va construir una nova porta al seu costat.
La part de la muralla que coincideix amb el Palau Episcopal (compost per dos palaus, el de Navamorcuende i el de Villatoro) manca d'anador, puix que van buidar el mur i recreixeren el llenç. Es van obrir diverses finestres en aquest últim que en 1507 es van tapiar per ordre de la reina Joana I de Castella. Anys més tard, en 1542 el senyor de Villafranca, com a revenja, va obrir una nova finestra en la qual resa la llegenda «On una porta es tanca una altra s'obre» i, sobre la porta del Rastro, va obrir un bonic mirador.
Les muralles han sofert diverses modificacions al llarg de la seva història. Dels treballs de manteniment rutinaris que es cobrien amb el reparo de los muros als treballs de restauració que es van emprendre a principis del segle xx. En 1907 sota la direcció de Repullés es van dur a terme diversos treballs que van canviar la fisonomia d'alguns punts del monument. No va ser fins a 1982 quan es va poder deixar la muralla lliure de cases adossades.
Al segle segle xix es va projectar el derrocament dels murs per facilitar l'esplai de la ciutat i la relació entre els barris exteriors i interiors. La crisi econòmica que va sorgir en aquest període va impedir que el projecte s'executés. El 24 de març de 1884 es va declarar a Àvila Monument Nacional amb la qual cosa les muralles van quedar protegides per sempre. El 15 de desembre de 1982 Àvila va ser declarada Conjunt Historicoartístic i en 1985, Patrimoni de la Humanitat.

## Característiques

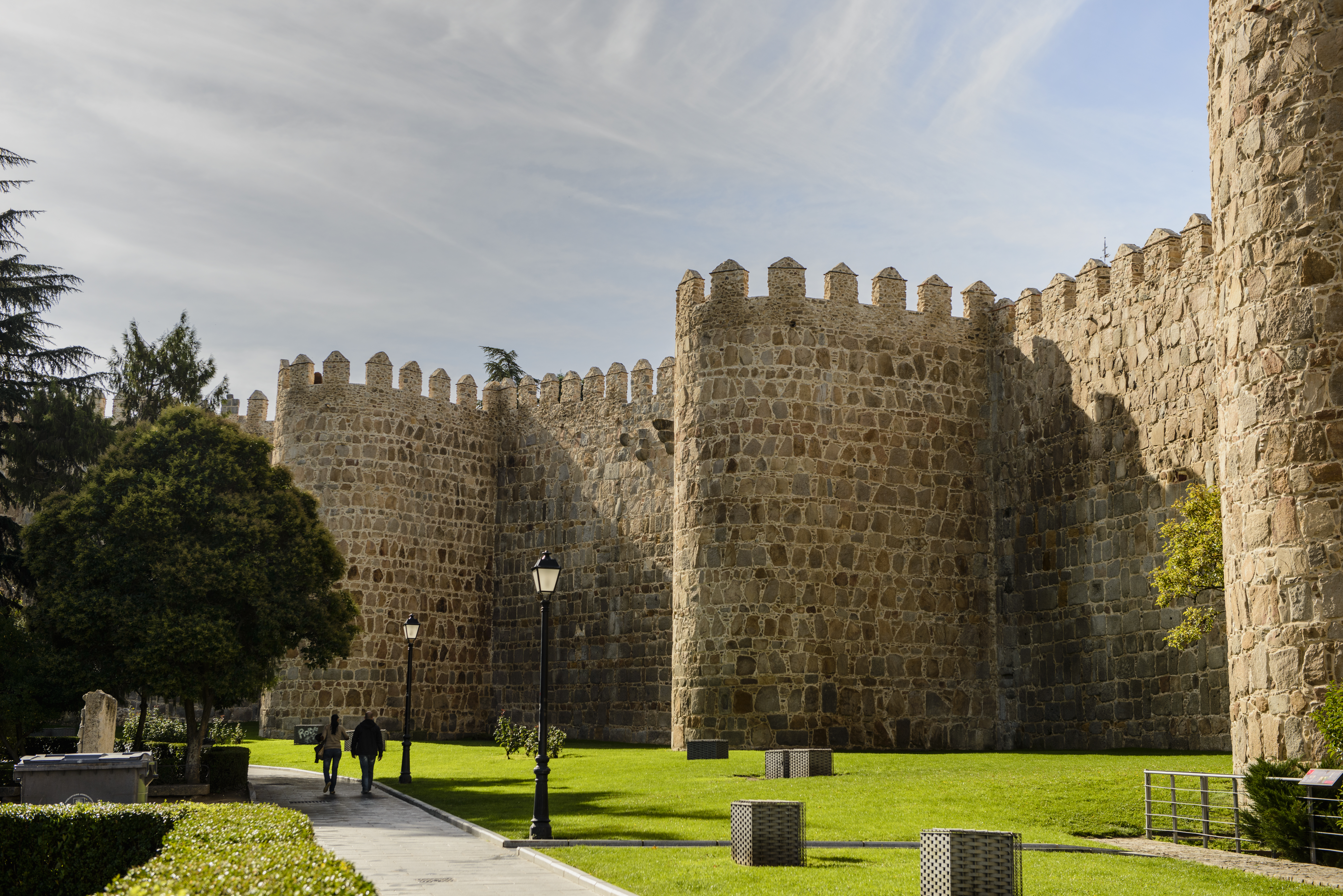
Passeig al costat de la muralla.

La muralla té un perímetre de 2516 metres, 2500 merlets, 87 cubs o torrasses i 9 portes. Ocupa una superfície de 33 hectàrees i conforma un rectangle orientat d'est a oest. Els seus murs tenen 3 metres de grossor i 12 d'alçària. Per al seu traçat es van aprofitar els desnivells del terreny i no es van construir ni talussos ni contraforts
Existeix una poterna, encegada, a la zona de l'alcàsser (avui desaparegut). També hi ha un portell encegat a la zona de muralla corresponent al palau dels Dávila, l'anomenat Portillo del Obispo que unia la catedral amb el barri on vivien els clergues i tancat en 1518 per una sèrie d'escàndols i xivarris.

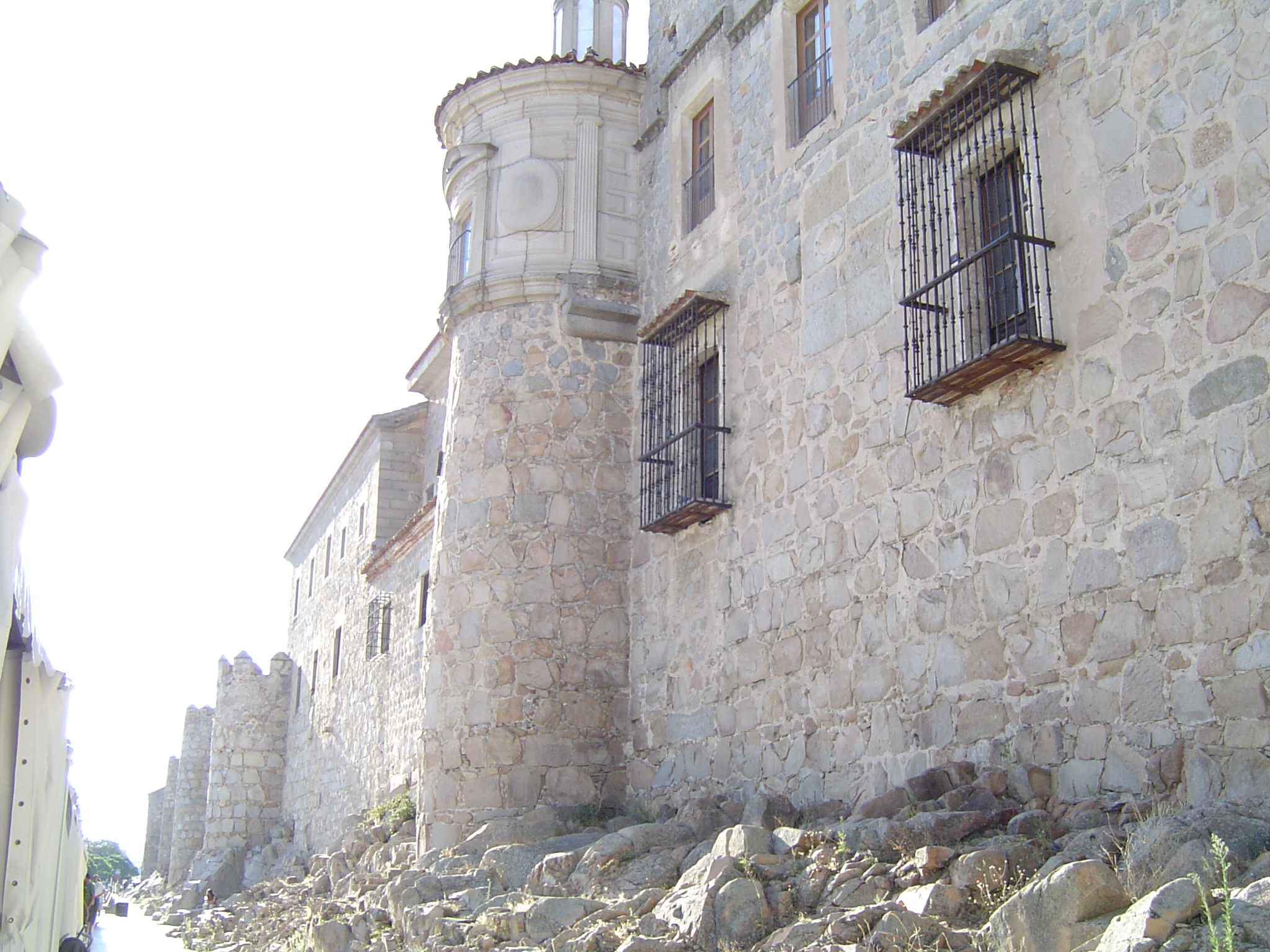
Façana posterior del Palau Episcopal enclavat en la muralla

De les nou portes esmentades, les dues més notables per les seues defenses són la de l'Alcázar i la de Sant Vicent. Ambdues estan situades en el llenç est, sobre terreny pla, i per tractar-se la zona de més fàcil accés i, per tant, més exposada a l'atac és la millor fortificada del recinte.
Per a la seva construcció es reaprofitaren materials procedents de la necròpoli romana, construccions civils així com de les velles muralles romana i visigòtica. La pedra és granit gris i negre, depenent del seu origen. També es va utilitzar el maó, el morter, la calç.
Encara que des de la conquesta romana de la ciutat existís una muralla o tanca, l'actual muralla data de la segona meitat del segle xii. Aquesta cronologia està basada en la seva morfologia i en diferent documentació. La muralla romana devia ser d'un perímetre inferior, això està basat que les muralles de Lleó tenien un perímetre de 1700 m i aquesta ciutat era més important que Àvila. De totes maneres Rodríguez Almeida va demostrar, entre altres coses, l'existència de dos sectors originals de la muralla romana primitiva encaixats en el cos de la muralla construïda en l'edat mitjana en la porta de Sant Vicent.

### Les portes i elements rellevants
La muralla té nou portes, anomenades col·loquialment arcos:
1. La porta de l'Alcázar o del Mercado Grande, on va tenir lloc el destronament figurat del rei Enric IV de Castella, episodi conegut com la Farsa d'Àvila.
2. La porta de la Catedral, dels Lleials o del Pes de la Farina, oberta al segle segle xvi.
3. La porta de Sant Vicent.
4. L'Arco del Mariscal, rep aquest nom en record d'Álvaro Dávila, mariscal de rei Joan II de Castella, que va subvencionar la seva construcció.
5. L'Arco del Carmen o de la Cárcel, s'obre entre dues torrasses de secció quadrada. Va ser restaurat als segles xiv i xvi.
6. La porta de la Mala Dicha, de la Mala Ventura o popularment Arco de los Gitanos, per la qual s'accedia al barri jueu.
7. La porta de la Santa o de Montenegro, per la qual s'accedeix a la casa de santa Teresa.
8. La porta del Rastro de Grajal o de la Estrella, que posseeix un arc del segle segle xvi.
9. La porta del Pont, restaurada als segles xv i xvii.

En cadascuna de les nou portes de la muralla hi ha un o diversos palaus als quals estava encomanada la defensa de cada porta. Aquestes cases van ser construïdes entre els segles xv i xvi.

#### Porta de l'Alcázar

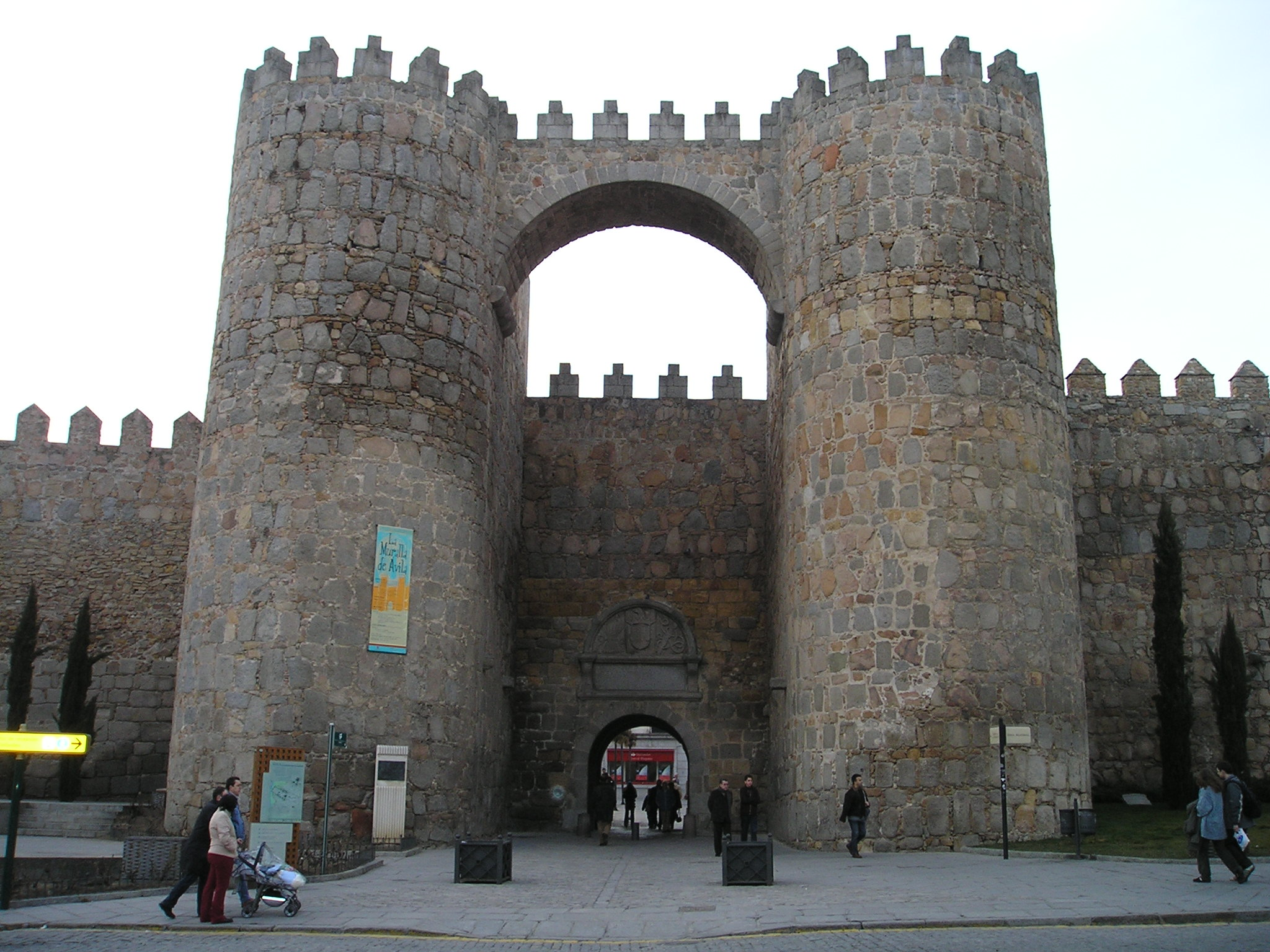
Porta de l'Alcázar, situada a la plaça de Santa Teresa

És l'element més solemne de tota la muralla. La porta es conforma amb dues grans torrasses unides per un pont (element singular i únic entre les muralles europees) que reforça la defensa de l'accés. Sota el pont hi ha una sèrie de mènsules que van servir per recolzar un cadafal de fusta o alguna peça de l'estructura del pont llevadís. Encara que avui dia desapareguts, comptava amb un fossat i una barbacana (petit mur que servia per evitar que les màquines d'assalt poguessin arribar a la muralla).
En la restauració de 1907, realitzada per Repullés, se li va dotar de merlets, imitant la porta de Sant Vicent, encara que no existeix documentació sinó només algunes referències que avalin que aquesta porta comptés amb ells en el passat.

#### Porta de Sant Vicent
Molt similar a la porta de l'Alcázar està situada sobre la muralla romana. Les excavacions arqueològiques efectuades al seu voltant han donat testimoniatge de l'existència d'una convivència indígena i romana, ja que en un dels costats de la porta, picat en la roca mare, s'ha trobat un verro de pedra que forma part de les restes de la muralla romana.

#### Cimorrode la catedral

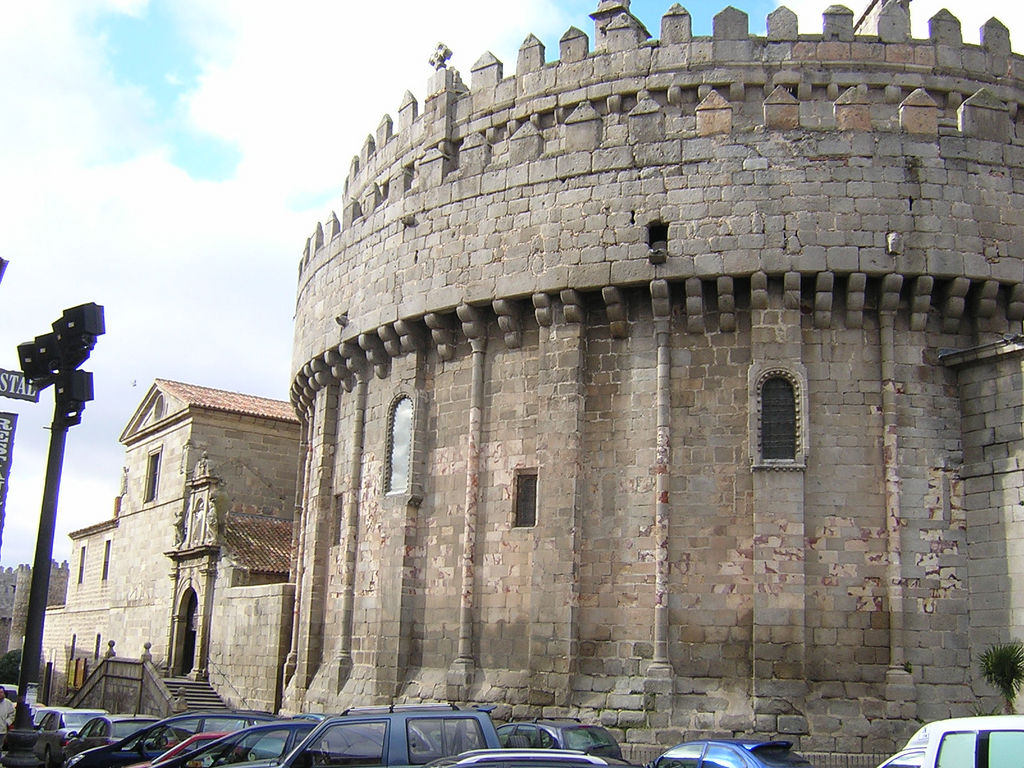
Cimorro de la catedral

La catedral d'Àvila es va construir entre els anys 1160 i 1180 quan s'estava construint la muralla. El seu absis, anomenat a Àvila cimorro, va quedar encastat en la pròpia muralla sent un element més del conjunt defensiu (és considerat el més fort). La part externa del cimorro va ser dotada d'un folro que va augmentar el seu caràcter bèl·lic a la fi del segle segle xiv ocultant les absidioles.
El cimorro posseeix un passadís de ronda sobre un matacà corregut defensat per grans merlets. Sobre aquesta se situen dues barreres emmerletades més. El propi temple està integrat com un element més de la defensa comptant amb molts elements militars en ell.
La tradició diu que va ser des d'aquest lloc on es va mostrar a Alfons VII, quan era nen, al seu padrastre, Alfons el Batallador rei d'Aragó i que els avilesos no es fiaven d'ell. El rei, molest per la desconfiança mostrada, va ordenar executar a seixanta ostatges. Est és l'origen de la llegenda de les Hervencias.

#### Torrassa de l'Alcázar
És una resta de l'alcàsser (va ser demolit entre els anys 1927 i 1930). Va ser restaurada en 1907 per Repullés amb un criteri molt discutit. Aquesta torrassa juntament amb la de la Esquina van poder disposar de capitells emplomats al segle xiv fent-les més altes que en l'actualitat i donant satisfacció al representant del poder real que habitava en l'alcàsser.

#### Torre de la Esquina o del Baluarte
També va pertànyer a l'alcàsser i era el lloc de vigilància sobre la vall d'Amblés. A la base de la galleda es pot veure, a uns cinc metres d'altura, una estela funerària romana que és considerada com de les primeres pedres de la ciutat.

#### Llenços de Sant Vicent
En aquest tram és on els llenços de la construcció defensiva tenen més alçada, uns 15 metres, perquè van ser aixecats fins a l'altura dels cubs en el segle iv. En aquest tram hi ha nombroses restes romanes embotides en els murs. Els llenços són aquí més llargs que en la resta de la construcció. Per a mitigar la pèrdua defensiva que això pogués significar al mig de cada llenç es van situar matacans. En aquesta part la muralla traça una corba que encara no té una explicació satisfactòria. Es creu que és a causa que en aquest lloc hi havia la necròpoli romana.

## Visites

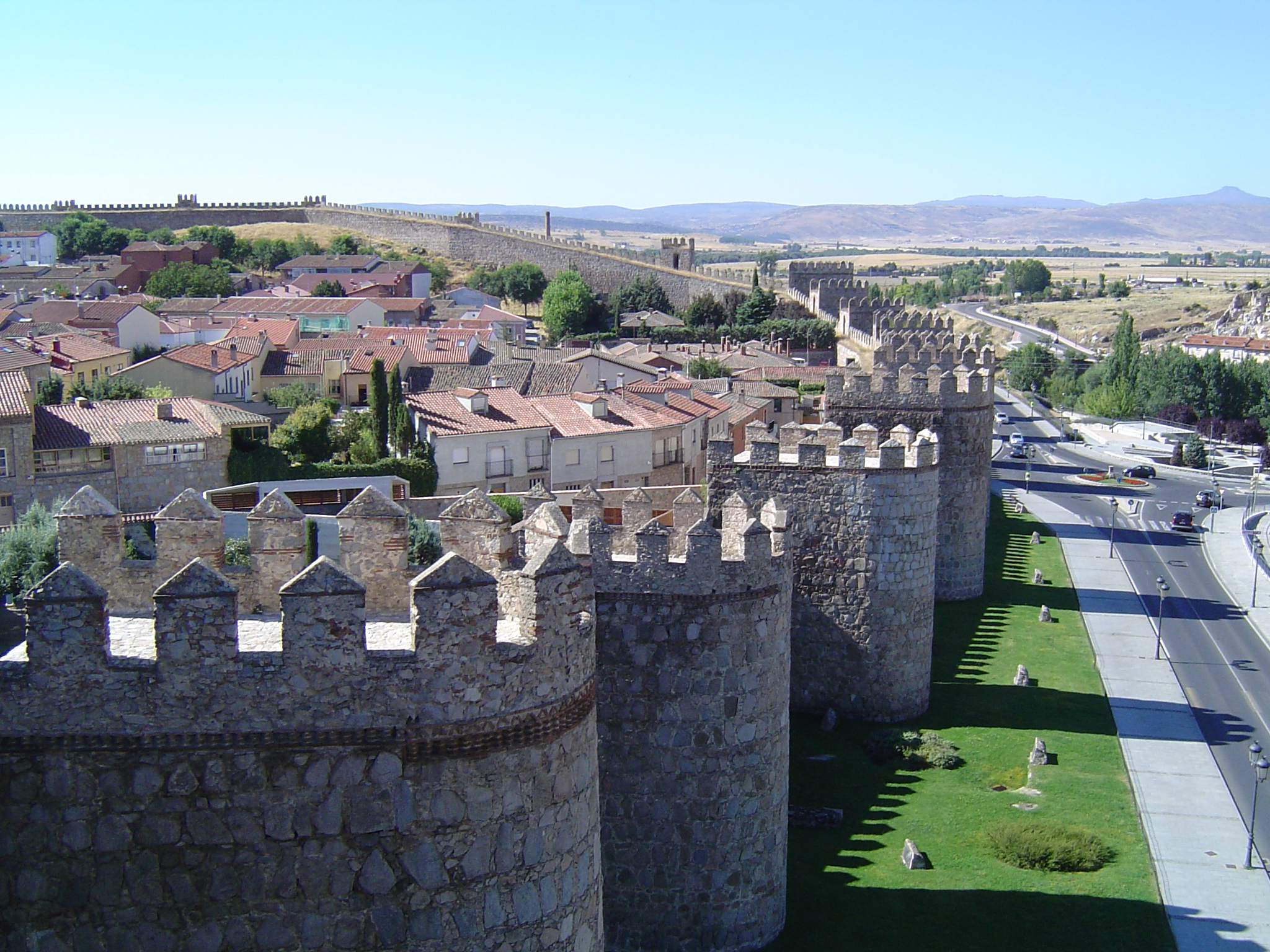
Vista superior d'un tram de la muralla

Les muralles són el monument més rellevant de la ciutat. Es pot accedir a bona part d'ella, 1400 m de la seva longitud, i rodar-ne l'anador.
Hi ha quatre punts d'accés, Casa de les Carnisseries (prop de la catedral), l'Arco del Carmen (a la plaça de Ronda Vieja, prop de l'Arxiu Històric, la porta del Pont i la porta de l'Alcázar en la plaça d'Adolfo Suárez (abans plaça de Calvo Sotelo). Si s'accedeix per la primera és possible realitzar un recorregut sortint pel segon o el tercer. En l'altre tram cal entrar i sortir pel mateix punt, la porta de l'Alcázar. La mateixa entrada permet fer tots dos recorreguts.
De la seva ronda hom té una extraordinària vista d'Àvila, punt intra com extramurs. Amb molts dels monuments rellevants, així com vistes sobre la serra d'Àvila, la serra de la Paramera, La Serrota i la vall d'Amblés.